# Madame Guyon
Pour les articles homonymes, voir Bouvier, Guyon et Jeanne Bouvier.
 (mars 2012).
Jeanne-Marie Bouvier de La Motte, couramment appelée madame Guyon à partir de son mariage en 1664, est une mystique, catholique et laïque française, née le 13 avril 1648 à Montargis, et morte le 9 juin 1717 à Blois.
Du quiétisme de Miguel de Molinos, elle retient le « pur amour », un amour de Dieu désintéressé, c'est-à-dire non corrompu par la perspective d'une récompense, par un espoir de salut. Elle s'inscrit de façon plus large dans une filiation mystique dite quiétiste mais que l'on ne peut réduire à Molinos. Elle s'inscrit notamment dans la filiation du franciscanisme lié encore aux mystiques rhéno-flamands.
Très en vue dans la haute société parisienne, elle se constitue un cercle de disciples, notamment Fénelon. Elle dispense également son enseignement dans le pensionnat de Saint-Cyr, d'où madame de Maintenon finit par l'écarter.
Bossuet se montre d'abord indulgent. Puis, craignant une baisse de la pratique religieuse, ainsi qu'une perte d'autorité du clergé, il prend bientôt parti contre madame Guyon dans la querelle française du quiétisme. Les écrits de madame Guyon sont examinés en 1694 et 1695 lors des conférences d'Issy, qui s'achèvent sur une sévère condamnation du quiétisme. Madame Guyon est emprisonnée. Resté fidèle à son inspiratrice, Fénelon entre en lutte contre Bossuet, ce qui lui vaut sa disgrâce.
Au XXIe siècle, l'influence de Mme Guyon est assez peu sensible chez les catholiques. Elle se rencontre surtout en milieu protestant — principalement en Suisse, chez les piétistes d'Allemagne du Nord et chez les méthodistes anglo-américains. Les orthodoxes français lisent Mme Guyon en la comparant aux grands Pères de l'Église comme Isaac le Syrien, Jean Climaque ou Maxime le Confesseur.

## Biographie

### Montargis

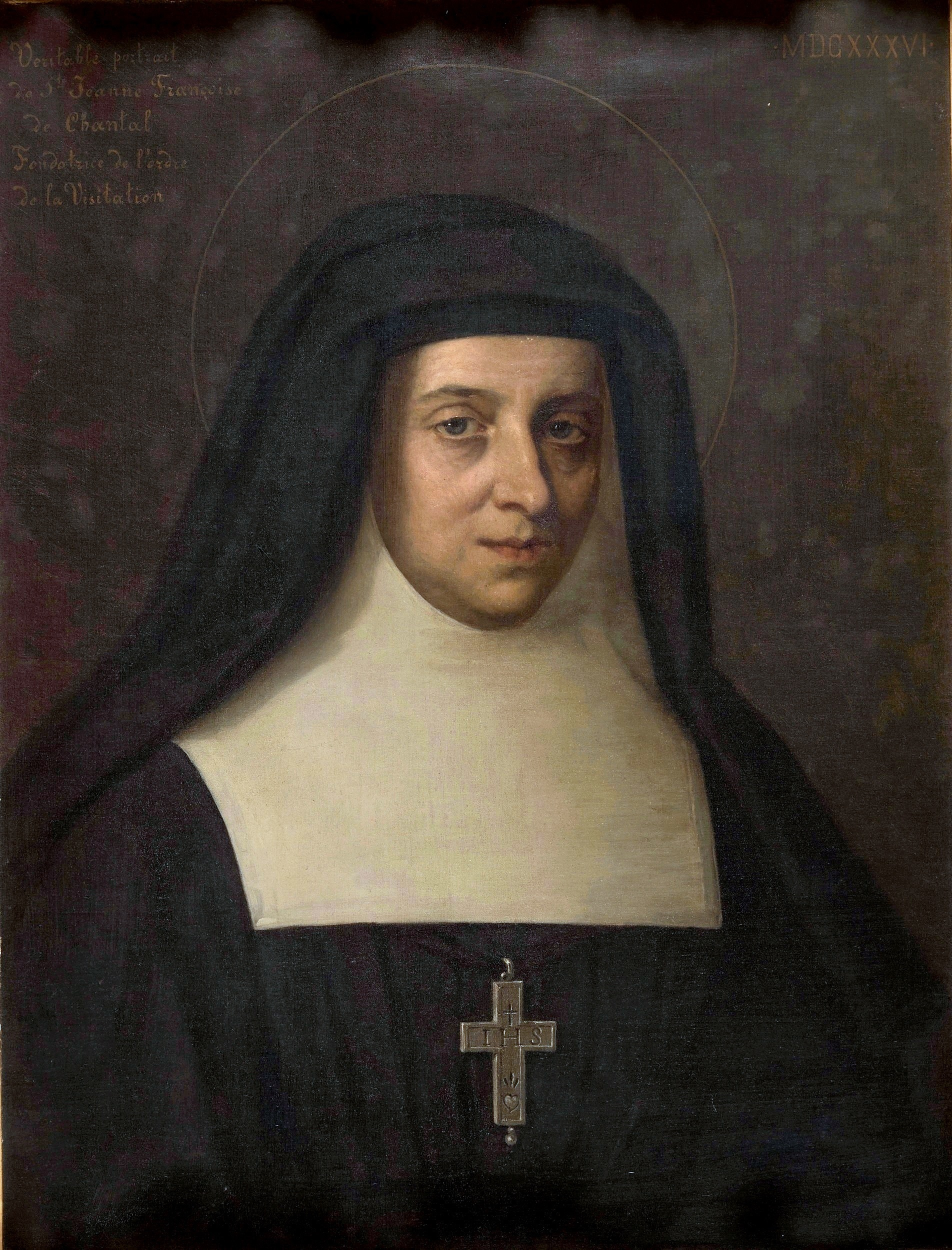
À 13 ans, Jeanne-Marie prend pour modèle Jeanne de Chantal.

Jeanne-Marie Bouvier naît le 13 avril 1648 à Montargis (bien qu'il y ait des doutes sur la date exacte) dans une famille de petite noblesse. Son père, Claude Bouvier, seigneur de La Motte et de Vergonville, est maître des requêtes. À 12 ans, Jeanne-Marie lit des romans précieux. À 13 ans, elle est marquée par la lecture d'œuvres de François de Sales, et par celle d'une vie de Jeanne de Chantal, qu'elle prend pour modèle. Elle est mariée à 16 ans au très riche Jacques Guyon du Chesnoy, issu de la famille Guyon, âgé de 38 ans. Elle connaît cinq grossesses, mais seuls trois fils et une fille atteignent l'âge adulte.
Après la disgrâce de Fouquet, la fille de celui-ci, Marie, duchesse de Béthune-Charost, arrive en exil à Montargis. Le père de madame Guyon lui loue un logis. La duchesse, très pieuse, très portée sur le mysticisme, exerce une influence décisive sur Jeanne-Marie.
À 19 ans, madame Guyon s’éveille à la vie intérieure en rencontrant le franciscain Archange Enguerrand, à qui elle fait part de ses difficultés à prier. « C'est, Madame, répond-il, que vous cherchez au-dehors ce que vous avez au-dedans. Accoutumez-vous à chercher Dieu dans votre cœur, et vous l'y trouverez. » Il lui fait rencontrer la mère Geneviève Granger, prieure des bénédictines de sa ville natale. Celle-ci la conseille. En mai ou juin 1671, madame Guyon fait la connaissance du père La Combe, un barnabite. Le 21 septembre, Geneviève Granger la présente à un disciple de Jean de Bernières, Jacques Bertot (de) (1622-1681), qui fut membre du cercle mystique normand de l'Ermitage de Caen, dirigé par Jean de Bernières. « Monsieur Bertot », devenu confesseur à l'abbaye de Montmartre, à Paris, va être pendant dix ans le directeur mystique de madame Guyon.

### Voyages

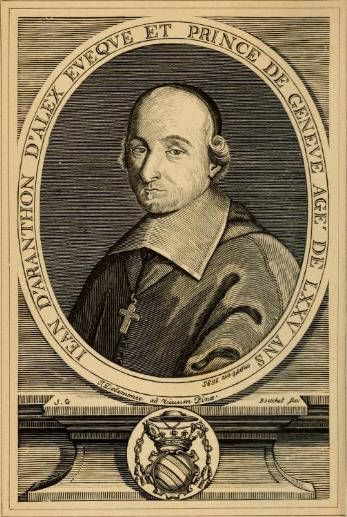
Jean d'Arenthon d'Alex, évêque de Genève.

Jacques Guyon meurt en 1676. À 28 ans, Jeanne-Marie se trouve à la tête d'une belle fortune. Soucieuse de « travailler au salut de son prochain », elle demande conseil à plusieurs religieux.
En 1680, à Paris, elle rencontre Jean d'Arenthon d'Alex, l'évêque de Genève. Il lui fait connaître l'œuvre des Nouvelles Catholiques, qui éduque de jeunes protestantes converties. Madame Guyon accompagne des religieuses de cette communauté à Gex, où elles vont fonder un institut. On lui propose, dans la perspective d'une donation de sa part, d'en devenir la supérieure. Ayant confié ses deux fils à leur famille paternelle, elle n'emmène avec elle que sa fille Jeanne-Marie, âgée de six ans. En 1681, mise en garde par Archange Enguerrand sur les méthodes d'enlèvement et d'abjuration employées, madame Guyon finit par refuser d'accéder à la demande des Nouvelles Catholiques,.
D'Arenthon désigne le père La Combe comme nouveau directeur de conscience de madame Guyon, en remplacement de Jacques Bertot qui vient de mourir. Avec La Combe, elle découvre que son propre rayonnement spirituel lui permet de « transmettre à d'autres quelque chose de son état intérieur ». Vécue sous la forme de prière silencieuse, transmise de cœur à cœur, une union spirituelle est possible : « J’apprenais son état tel que je le ressentais, puis incontinent je sentais qu’il était rentré dans l’état où Dieu le voulait… Peu à peu je fus réduite à ne lui parler qu'en silence. »
Elle se fait un ennemi en soustrayant une très jeune religieuse à l'emprise galante de l'abbé Garin, doyen de Gex. En 1682, elle est toujours à Gex. Sa fortune est convoitée à la fois par sa famille et par les Nouvelles Catholiques. Pour ne plus subir intrigues et pressions continuelles, pour avoir l'esprit en paix, elle se démet de la tutelle de ses enfants, ce qui la prive de la libre disposition de ses biens. Elle ne touche plus qu'une pension. En cas de décès des trois enfants, elle ne rentrerait pas en possession de sa fortune. D'Arenthon la met en demeure d'accepter le poste de supérieure des Nouvelles Catholiques, faute de quoi elle devra quitter Gex. La Combe refuse de faire pression sur elle. Tous deux sont dès lors victimes d'une campagne de calomnies menée par Garin et D'Arenthon.
À Thonon, elle séjourne deux ans au couvent des ursulines. Aidée de La Combe, elle fonde un hôpital. Elle commence à écrire. À la fin de l'année 1682, elle compose Les Torrents, « une sorte de poème théologique sur le thème du Pur Amour ». Elle reçoit de nombreux laïcs, clercs et chartreuses. À leur intention, elle compose son Moyen court et très facile pour l’oraison et ses Explications de la Bible.
En 1684,, le Moyen court paraît anonymement à Grenoble. Il y provoque une grande émotion. Après un séjour à Turin, madame Guyon revient en France en 1685. À Grenoble, la foule se presse autour d'elle. Des rumeurs de sorcellerie et de fabrication de fausse monnaie sont propagées. Madame Guyon distribue le Moyen court dans trois couvents de chartreuses, non loin de la ville. Il y rencontre un grand succès. Les religieuses s'en inspirent pour modifier leurs pratiques de prière. Le général des chartreux Le Masson va bientôt s'en alarmer, au point qu'en 1692 il publiera un livre destiné à remplacer le Moyen court dans les couvents de son ordre.
En 1685, madame Guyon se rend à Marseille. Sa présence provoque des controverses. Des rumeurs calomnieuses circulent sur son compte. Elle embarque pour Gênes. Elle rejoint La Combe à Verceil (Vercelli). En 1686, elle y fonde un hôpital. Auprès de Ripa, évêque de Verceil, ainsi qu'à Turin, elle découvre le milieu quiétiste italien. Elle revient en France, s'arrête à Grenoble et à Dijon.

### Paris
Âgée de trente-huit ans, madame Guyon arrive à Paris le 21 juillet 1686, pour reprendre la direction du cercle spirituel qui s’était formé autour du confesseur Jacques Bertot (de). Le demi-frère de madame Guyon, le père Dominique de La Motte, orchestre une campagne de calomnies. Jeanne-Marie est accusée de débauche et de quiétisme.
Le père La Combe est arrêté le 5 octobre 1687. Il est soupçonné d'être un hérétique et un ami de Miguel de Molinos, l'un des fondateurs du quiétisme. Le 20 novembre, 68 propositions de Molinos sont condamnées comme hérétiques par la constitution apostolique Caelestis Pastor d'Innocent XI. Le quiétisme est une méthode permettant « un contact étroit avec Dieu, jusqu'à communion totale ». Le but est de parvenir à « l'état d'oraison ». Pour l'atteindre, il convient de faire le vide autour de soi, en se montrant entièrement passif. On renonce par conséquent aux formes actives de la piété, comme la prière. On se montre indifférent à tout ce qui ne favorise pas le bonheur mystique, notamment aux moyens traditionnels de mériter le salut (« recherche de la perfection morale et pratique des sacrements »). Le quiétisme se distingue de la mystique traditionnelle en dédaignant « l'étape ascétique, la lutte contre les passions ».

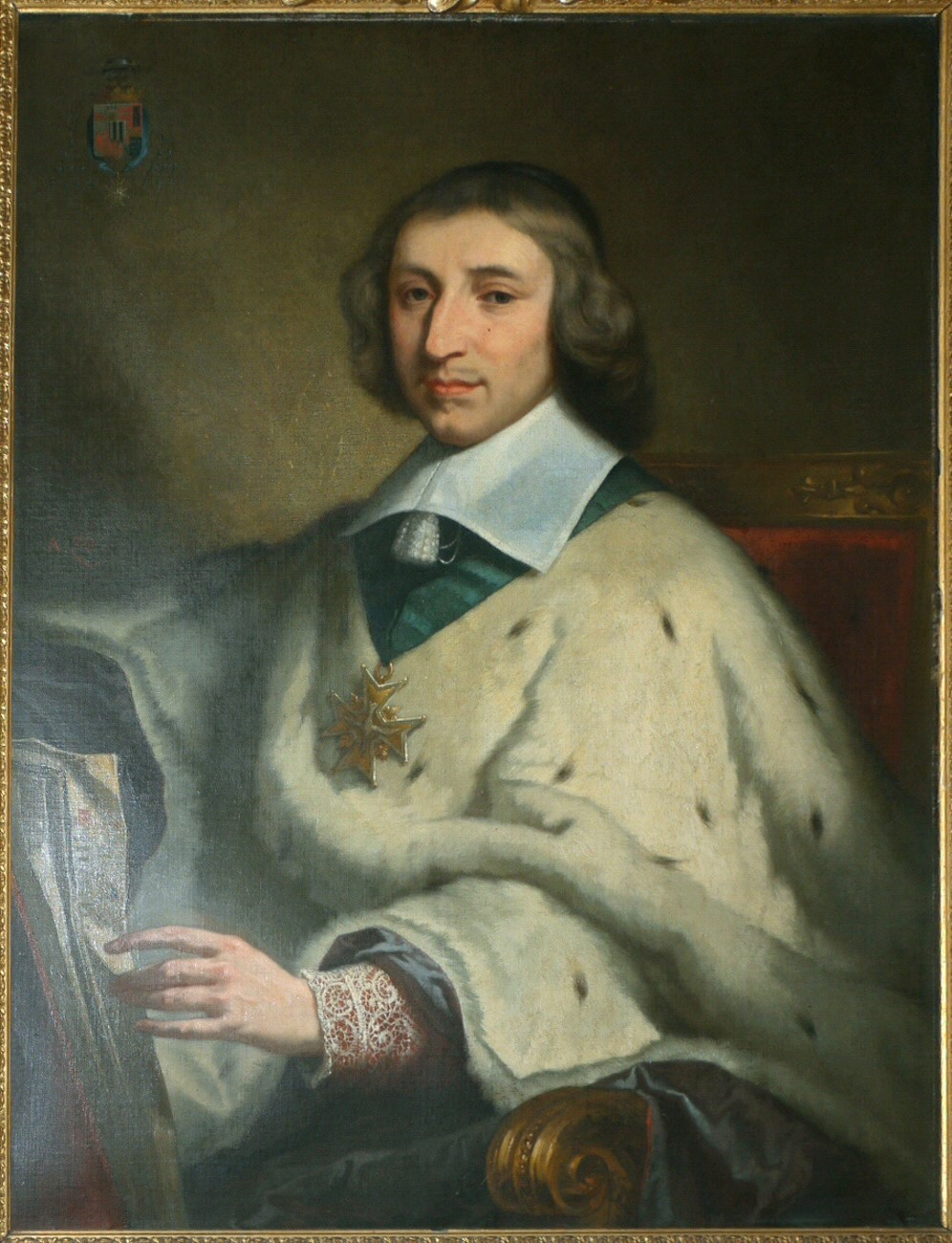
François Harlay de Champvallon, archevêque de Paris.

Cette année-là, madame Guyon publie son Cantique des Cantiques de Salomon. Qu'une femme laïque ose aborder des questions de religion est exceptionnel à cette époque, dit Mariel Mazzocco. « Les femmes n’avaient pas accès à la théologie et ne devaient pas se mêler de religion. Si elles avaient des visions mystiques, c’était admis et reconnu, car Dieu les leur avait accordées, mais dire Dieu, a fortiori enseigner un certain type de relation à Dieu était complètement exclu pour elles. » Le « quiétisme atténué » (ou « semi-quiétisme ») de madame Guyon ne retient de Molinos que l'enseignement du « pur amour », c'est-à-dire un amour de Dieu délivré de toute perspective de récompense, de tout espoir de salut — espoir égoïste « qui souille l'amour que Dieu mérite par sa beauté » : « Parvenue à l'état de perfection, dit madame Guyon, l'âme étroitement unie à Dieu devient indifférente à son propre salut. »
Le 29 janvier 1688, sur une plainte de l'archevêque de Paris, François Harlay de Champvallon, madame Guyon est enfermée chez les visitandines de la rue Saint-Antoine,,. On lui retire sa fille, alors âgée de 12 ans. On reproche à madame Guyon d'avoir écrit « un livre dangereux » (Moyen court et très facile pour l'oraison). Elle est accusée d'hérésie, puis de crime contre l'État. L'archevêque Harlay, appâté par sa fortune, souhaite marier son propre neveu à la fille de madame Guyon. Si cette dernière accepte cette union, elle est libre. Madame de Maintenon, sensibilisée au sort de madame Guyon par des proches de celle-ci, intervient en sa faveur auprès de Louis XIV. Une lettre de cachet la fait libérer le 13 septembre.
Elle se retire dans la communauté de madame de Miramion. Le 4 octobre, au château de Beynes,, propriété de la duchesse de Béthune-Charost, elle fait la connaissance de l'ambitieux abbé de Fénelon, un protégé de Bossuet. Fénelon se montre d'abord circonspect,. Il guide et corrige quelque peu madame Guyon, dans un souci de concilier son mysticisme et l'orthodoxie catholique. Après quoi, il est « entièrement et définitivement conquis » : le quiétisme de madame Guyon — dans lequel il voit surtout « une religion présente au cœur » — va désormais fixer « sa discipline intérieure ». Il s'abandonne « aux nouveautés de l'oraison silencieuse et à la pratique du pur amour ». Madame Guyon devient sa directrice de conscience, sa « dispensatrice de grâce »,.
Pour Étienne Perrot, continuateur de Carl Gustav Jung, il existe entre madame Guyon et Fénelon une communauté d'âme proche du transfert psychanalytique, madame Guyon étant l'analyste et Fénelon le patient. Dominique Tronc estime pour sa part qu'il ne faut pas interpréter leur relation « comme traduisant un érotisme frustré », ce qui la réduirait « à un connu élémentaire » que leur mysticisme dépasse, comme le montre leur correspondance. Il s'agit ici, selon Dominique Tronc, de « la découverte expérimentale d’un au-delà du monde corporel et psychologique, qu’ils ont appelé Dieu. Il faut donc accepter d’entrer avec eux dans le territoire inconnu dont ils portent témoignage. »

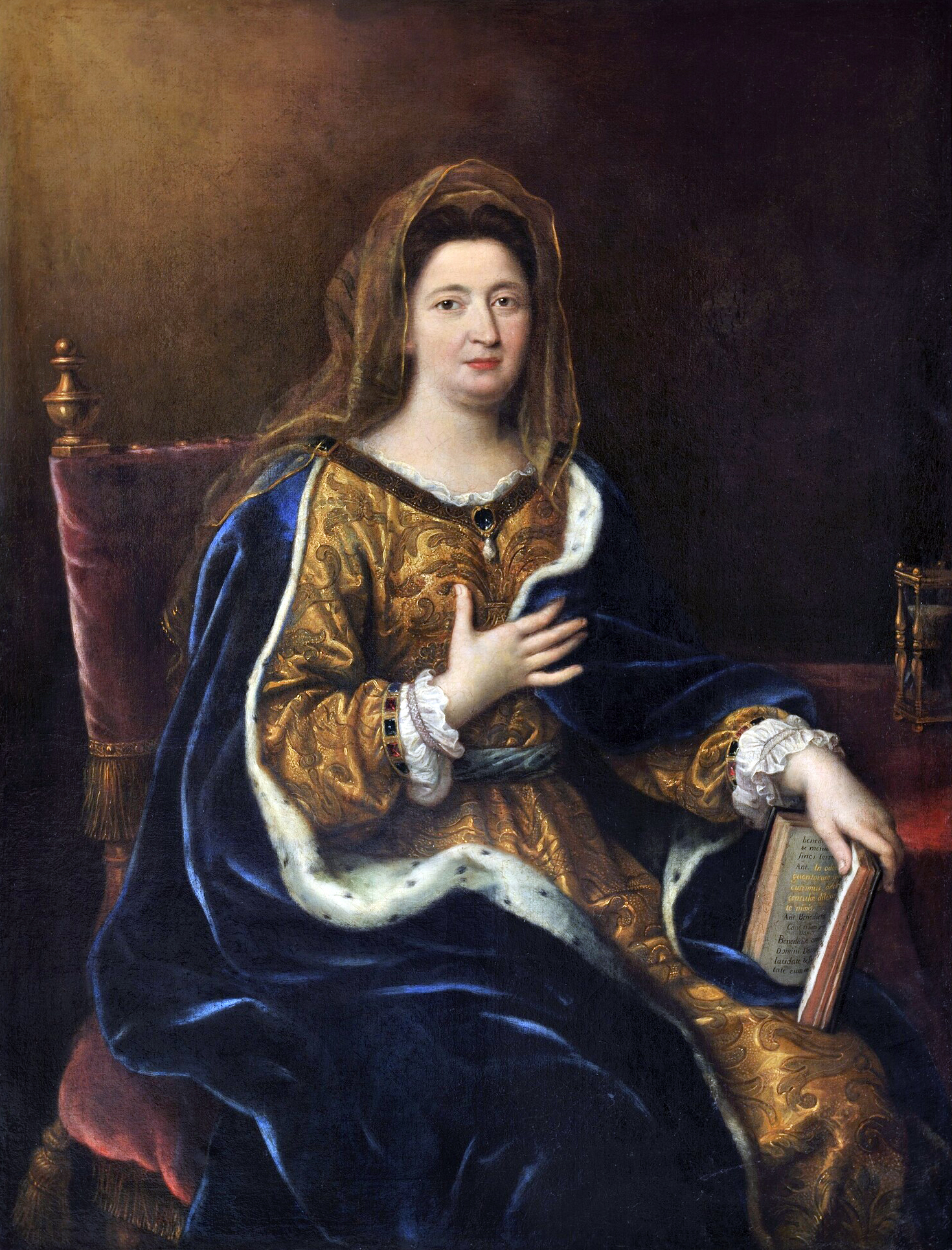
Madame de Maintenon, épouse secrète de.

Madame Guyon quitte la communauté de madame de Miramion pour aller vivre deux ans et demi chez sa fille. Fénelon vante ses mérites aux ducs de Beauvilliers et de Chevreuse. Madame Guyon se constitue un « petit troupeau » de « brebis distinguées », dont les principales sont la duchesse de Béthune-Charost, la duchesse de Mortemart et ses sœurs les duchesses de Beauvilliers et de Chevreuse, ainsi que la fille de cette dernière, la comtesse de Morstin. On y trouve aussi la comtesse de Guiche, fille aînée du duc de Noailles, ainsi que Camille de Vérine de L'Échelle et Isaac du Puy, tous deux gentilshommes de la manche du duc de Bourgogne. Madame de Maintenon apprécie beaucoup madame Guyon.
Louis XIV marque sa confiance à Fénelon en le nommant le 16 août 1689 précepteur de son petit-fils, le duc de Bourgogne ; et le 25 août 1690 précepteur d'un autre de ses petits-fils, le duc d'Anjou.

### Saint-Cyr
En 1686, Louis XIV a créé, à la demande de madame de Maintenon, un pensionnat pour jeunes filles de la noblesse pauvre, la Maison royale de Saint-Louis, à Saint-Cyr. Les pensionnaires y sont sous la responsabilité de 36 « dames ». Fénelon est directeur de conscience de dames de Saint-Cyr. À partir de l'automne 1689, il dirige aussi madame de Maintenon,,. Mais il trouve bientôt un rival en la personne de Paul Godet des Marais, qui va devenir évêque de Chartres. Lui aussi dirige des dames de Saint-Cyr et madame de Maintenon. Sachant cette dernière sensible aux nouveautés, Fénelon pense pouvoir discréditer le peu mondain et peu spirituel Godet en faisant admettre madame Guyon à Saint-Cyr. Madame de Maintenon accepte d'accueillir madame Guyon. Celle-ci fait des séjours de plus en plus longs dans le pensionnat, et y recrute des disciples. Elle va y rester trois ou quatre ans. Ses écrits sont « lus avec avidité à Saint-Cyr ». « La nuit, dit La Beaumelle, on lisait ces livres ; le jour, on les mettait en pratique ; et madame Guyon régnait à Saint-Cyr, comme si elle en eût été Supérieure. »
Pour Saint-Simon, l'erreur de Fénelon est d'avoir lourdement sous-estimé son adversaire. Godet se fait fort de trouver à redire dans la « doctrine étrangère » de madame Guyon. « Le quiétisme, cette année-là, dit Françoise Mallet-Joris, est le mot à la mode. On s'en sert comme on s'est servi du mot janséniste, à tort et à travers, pour nuire à ses ennemis, pour compromettre un rival, faire tomber un supérieur, déplacer un prêtre, emprisonner n'importe quel gêneur. La doctrine quiétiste est plus lâche, plus difficile à cerner que le jansénisme ? Il n'en est que plus facile d'appliquer ce qualificatif à n'importe qui. » Godet charge deux dames, dont il est sûr, de se faire admettre comme disciples de madame Guyon, et de gagner sa confiance. Sur le rapport de ces deux femmes, il juge dangereux le mysticisme de madame Guyon, et le 2 mai 1693 madame de Maintenon chasse madame Guyon de Saint-Cyr,.
Durant l'été, Fénelon conseille à son amie d'entrer en contact avec Bossuet,,, la voix la plus influente de l'épiscopat français (« le dictateur alors de l'épiscopat et de la doctrine », dit Saint-Simon). Indice encourageant, Bossuet, quelques années plus tôt, a lu deux livres de madame Guyon (le Moyen court et très-facile de faire oraison et Le Cantique des Cantiques de Salomon), et il les a trouvés « fort bons ». Fénelon quant à lui a toujours la confiance du roi, puisque le 24 août il devient précepteur d'un troisième petit-fils de Louis XIV, le duc de Berry.

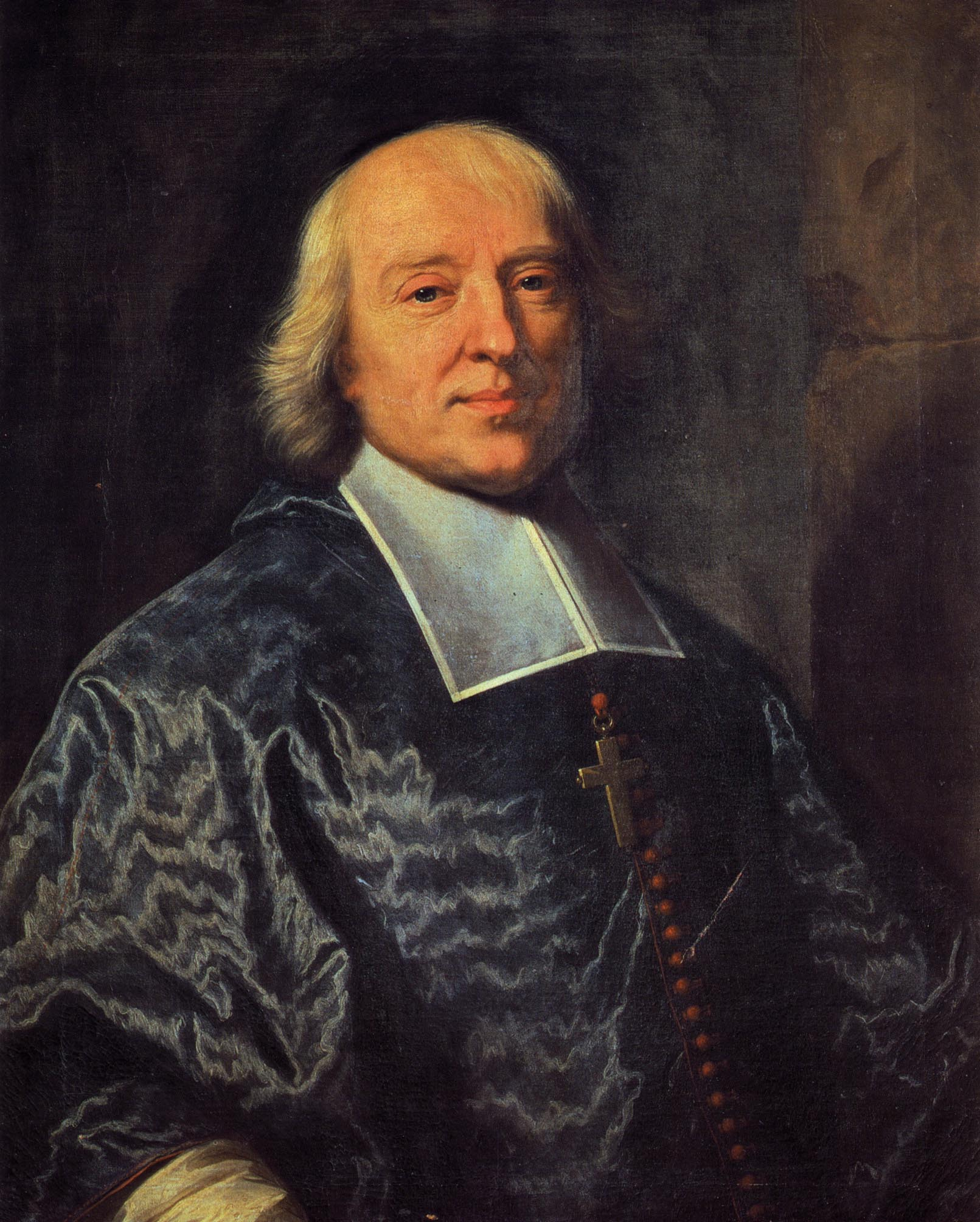
Jacques-Bénigne Bossuet, évêque de Meaux.

Le duc de Chevreuse ménage une entrevue entre Bossuet et madame Guyon, chez elle. L'évêque se montre bienveillant, mais insensible à l'émoi spirituel de son interlocutrice. Il emporte le manuscrit des deux premières parties de son autobiographie, La Vie écrite par elle-même. Plus tard, il confie à Chevreuse qu'il y a trouvé « une onction qu'il ne trouvait point ailleurs », qu'il l'a lue trois jours durant « sans perdre la présence de Dieu ». Madame Guyon fait remettre à l'évêque ses autres livres. Après quelques mois d'examen, Bossuet juge madame Guyon « plus extravagante que coupable ».
Au début de l'année 1694, il a une nouvelle entrevue avec elle. Madame Guyon s'étonne d'un changement dans son attitude. Il se montre cette fois hostile et agressif. Après un échange de lettres, il finit cependant par déclarer qu'il n'a rien trouvé en madame Guyon « que de catholique ». Il consent à lui administrer les sacrements. En février, Fénelon s'entretient avec lui. Il plaide la cause de madame Guyon.

### Premières conférences d'Issy
En juin, madame Guyon doit faire face à de nouvelles attaques de l'archevêque Harlay. Elle sollicite auprès de madame de Maintenon un examen de ses écrits par des personnes pieuses et savantes, qui jugeraient en même temps de ses mœurs. Madame de Maintenon donne son accord, mais pour ce qui est de la seule doctrine : « Madame de Maintenon, dit La Beaumelle, crut que le fond une fois décidé, toutes les calomnies tomberaient d'elles-mêmes. »
Fin juillet, ont donc lieu au séminaire Saint-Sulpice, à Issy, les premières « conférences d'Issy », échanges sur le quiétisme entre Bossuet, Louis-Antoine de Noailles, évêque de Châlons, et Louis Tronson, supérieur général de la Compagnie des prêtres de Saint-Sulpice. François Harlay de Champvallon, l'archevêque de Paris, est écarté. Madame de Maintenon fait pression sur le conciliant Noailles et le pusillanime Tronson — et sur Bossuet, si l'on en croit madame Guyon — pour que les conférences aboutissent à une condamnation. Bossuet, voulant se rendre « maître de l'affaire », est devenu le « plus grand adversaire » de madame Guyon. Il voit dans le quiétisme une sorte de déisme. Il craint que la communication directe avec Dieu ne conduise les fidèles à se passer de la pratique religieuse, de l'autorité des dogmes et de celle du clergé,. Fénelon, « impliqué indirectement », manœuvre discrètement de son côté pour défendre madame Guyon. Il réunit des dossiers concernant les grandes figures mystiques du christianisme, sainte Thérèse d'Avila, saint François de Sales,.
Les conférences reprennent de fin août à début septembre. Le 24 octobre 1694, sans attendre leur résultat, François de Harlay condamne par une ordonnance le Moyen court et très facile de faire oraison,,. Répandues par des personnalités religieuses comme le cardinal Le Camus, évêque de Grenoble, des rumeurs odieuses commencent à circuler sur le compte de madame Guyon. Des menaces sont proférées contre lui. Elle est désignée comme victime propitiatoire : par François de Harlay, qui cherche à compromettre madame de Maintenon, et à se donner de l'importance ; par les jansénistes, qui entrent en jeu ; par les confesseurs, qui crient au manque à gagner ; par les ennemis politiques de l'entourage du duc de Bourgogne (les ducs de Beauvilliers et de Chevreuse sont amis de madame Guyon) ; par des croyants qui imaginent l'Église menacée… Les conférences se poursuivent en novembre et décembre. Madame Guyon propose alors à Bossuet d'aller passer quelque temps dans son diocèse pour qu'il puisse l'interroger tout à loisir.

### Meaux

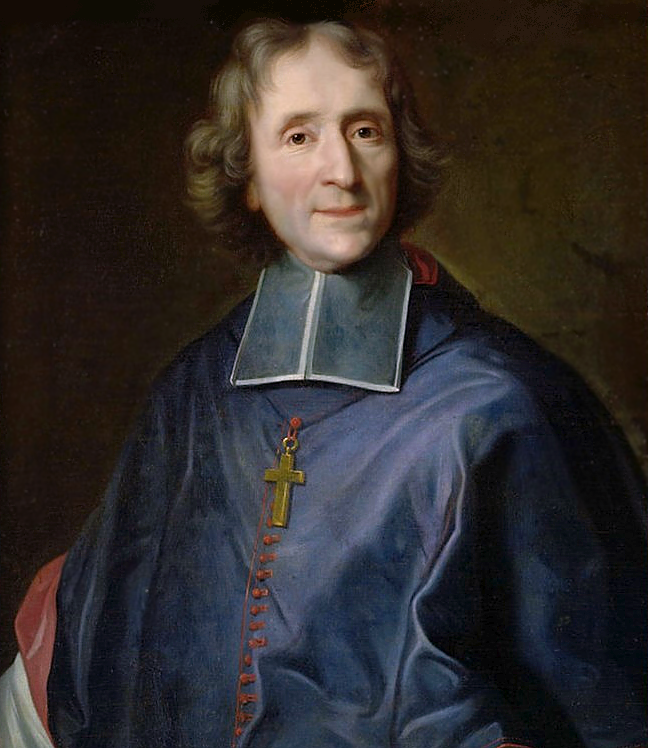
François de Salignac de la Mothe-Fénelon devient archevêque de Cambrai en 1695.

Début janvier 1695, elle se rend donc à Meaux, ville dont Bossuet est l'évêque,. Elle va séjourner six mois au couvent Sainte-Marie des visitandines,. Bossuet s'informe pleinement de sa doctrine, et s'emploie à l'y faire renoncer. Ses interventions sont violentes.
Le 4 février 1695, Fénelon est nommé archevêque de Cambrai. Le 9 février, tandis que madame Guyon reste à Meaux, les conférences d'Issy reprennent. En mars, Fénelon est invité à la dernière conférence. Elle se termine sur une condamnation sévère du quiétisme. Elle affirme « les obligations du christianisme positif, tout en admettant, à la demande de Fénelon, les principes essentiels de la perfection mystique, atteinte exceptionnellement par quelques grands saints ». « Tout semblait, tout devait être apaisé, dit Mallet-Joris. Tout l'eût été, si le conflit avait été purement théologique. Mais madame de Maintenon était là, ses ennemis étaient là, les jansénistes, les jésuites, les opportunistes de toute sorte s'en mêlaient. »
Mallet-Joris reconnaît qu'il est difficile d'établir une chronologie de la période qui suit (avril-juillet 1695) : madame Guyon est parfois vague sur les dates et Bossuet fait erreur. En avril, à Meaux, Bossuet tente de faire signer à madame Guyon un aveu d'hérésie. Exaspéré par son refus, il se laisse aller à son tempérament emporté. Le 2 juillet, madame Guyon signe une adhésion à la censure de ses livres, sans aveu d'hérésie. Bossuet lui fournit une attestation d'orthodoxie. Il lui demande de se faire discrète, d'éviter Paris. Elle quitte Meaux « en triomphe », en compagnie de la comtesse de Morstin, dans l'équipage de la duchesse de Mortemart.

### Emprisonnée
Elle reste peu de temps à Paris. Elle séjourne un moment à Bourbon. Madame de Maintenon reproche vivement à Bossuet d'avoir donné l'attestation d'orthodoxie. Il demande aussitôt à madame Guyon de retourner à Meaux. Elle refuse. Elle revient à Paris clandestinement. Elle change plusieurs fois de nom et de domicile.
Harlay, l'archevêque de Paris, meurt le 6 août. À l'insu des jésuites, madame de Maintenon réussit à le faire remplacer par Louis-Antoine de Noailles. Découverte, madame Guyon est incarcérée le 27 décembre dans le donjon de Vincennes.
Fénelon de son côté n'est pas menacé. Mais, le 24 juillet 1696, il fait preuve d'une remarquable fidélité : il refuse d'approuver l'Instruction sur les états d'oraison de Bossuet, en raison des attaques dont madame Guyon y fait l'objet,. La rupture est consommée entre les deux prélats. Bossuet, devenu le champion de la lutte contre le quiétisme, voit dans cette doctrine « une primauté accordée à l'expérience intérieure (trait fondamental de Fénelon) aux dépens de la tradition de l'Église ». En mars 1697, Fénelon fait paraître l'Explication des maximes des saints, « ouvrage tout empreint de mysticisme quiétiste ». Il y établit que « c'est la doctrine même des saints que monsieur de Meaux attaque », en attaquant madame Guyon. Débute alors une violente querelle. Elle va opposer l'archevêque de Cambrai à l'évêque de Meaux de mars 1697 à mars 1699. « L'objet apparent de la dispute, dit Raymond Schmittlein, sera il est vrai d'ordre théologique, mais en réalité l'objet théologique ne constitue qu'un support idéologique à une action politique concrète. » Fénelon se sent fort de l'appui des jésuites à Rome. Mais Louis XIV exprime sa colère devant les jésuites. Inquiets, ils décident de « céder à l'orage » à Versailles, tout en tenant ferme à Rome. Et, le 25 mars 1697, en chaire, les jésuites La Rue, Bourdaloue et Gaillard et tous les prédicateurs jésuites de Versailles et de Paris condamnent le quiétisme. Le 26 juillet, Fénelon demande à Louis XIV l'autorisation d'aller défendre son livre devant le pape. Le roi la lui refuse. Le 1er août, Fénelon est chassé de la cour. Il reçoit l'ordre de se retirer dans son diocèse de Cambrai. Il quitte Paris deux jours plus tard.
Du fort de Vincennes, madame Guyon a été transférée en 1696 dans un couvent de Vaugirard, puis le 4 juin 1698 à la Bastille,,. Elle a été emprisonnée sans raison précise (ce qui est rendu possible par une lettre de cachet). Une campagne de calomnies l'a fait suspecter de mauvaises mœurs. La Reynie, le lieutenant général de police, écarte rapidement cette piste pour se concentrer sur ce qui devient le principal soupçon, celui d’avoir fondé une secte, une « petite Église » secrète. Mais les pressions violentes — celles de La Reynie, puis de D'Argenson (38 interrogatoires), celles du confesseur imposé, celles de Noailles, le nouvel archevêque de Paris — ne mènent à rien,.

### Château de Diziers et Blois

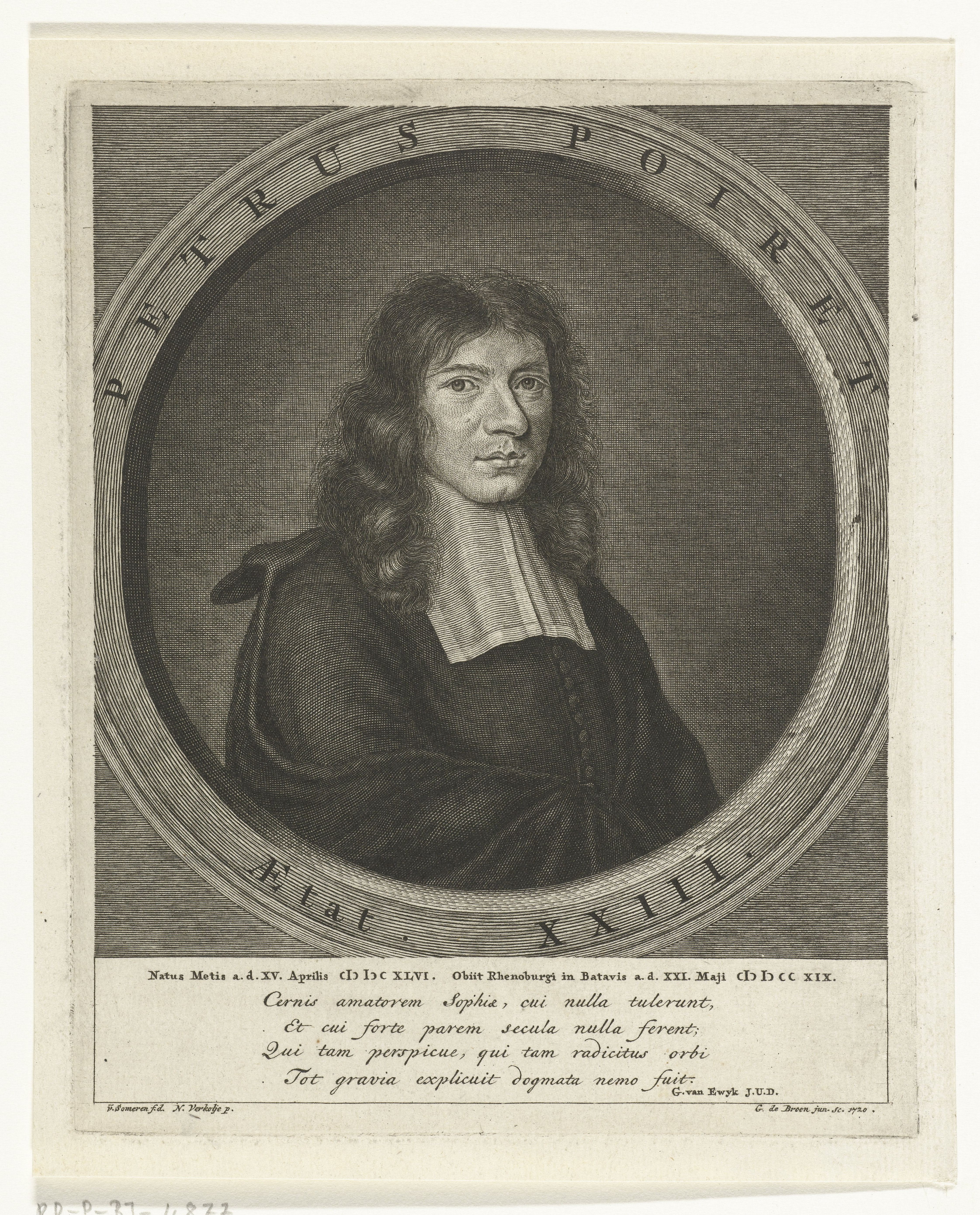
Le pasteur Pierre Poiret, éditeur des œuvres complètes de madame Guyon.

Madame Guyon est libérée à 55 ans, le 24 mars 1703. Elle est assignée à résidence chez son fils Armand-Jacques, au château de Diziers, dans le Blésois. En 1704, le pasteur Pierre Poiret entreprend d'éditer ses œuvres complètes. En 1706, elle est autorisée à vivre seule, d'abord à la campagne, puis à Blois,. Par les amis d'outre-Manche de Poiret, les Écossais et les Anglais découvrent madame Guyon, lui écrivent et lui rendent visite. Elle forme des disciples — catholiques et protestants —, dans une discrétion totale,.
Dans son exil de Cambrai, Fénelon accueille et ramène à la foi le chevalier de Ramsay, ancien protestant devenu adepte du spinosisme et du déisme, qu'il baptise et prend en 1709 à Cambrai comme secrétaire. Puis il le recommande pour devenir, en 1714, le secrétaire de madame Guyon. L'archevêque de Cambrai meurt l'année suivante.
Madame Guyon meurt à Blois le 9 juin 1717, à l'âge de 69 ans. Elle est inhumée dans l'hospice des récollets. Sa sépulture est brisée lors de la destruction de l'église, pendant la Révolution.

## Postérité, influence, hommages
Les premiers éditeurs des œuvres de madame Guyon sont des protestants : le théologien français Pierre Poiret, qui l'a rencontrée à Blois ; puis le pasteur suisse Dutoit-Membrini, qui fonde à Lausanne, vers le milieu du XVIIIe siècle, le Cercle lausannois des Âmes Intérieures où sont lus ses écrits. Son influence se fait sentir également sur l'écrivain allemand Gerhard Tersteegen (en), sur le théologien anglais John Wesley (l'initiateur du méthodisme), et sur les quakers. Au XXIe siècle, l'influence de madame Guyon est notable avant tout en milieu protestant — principalement en Suisse, chez les piétistes d'Allemagne du Nord et chez les méthodistes anglo-américains. En milieu protestant évangélique, son influence est considérable, à travers les enseignements du Chinois Watchman Nee. Elle demeure discrète en milieu catholique, mais elle s'avère déterminante sur l'Abandon à la Providence divine, longtemps attribué au père de Caussade.
Son œuvre est citée au début du roman Anton Reiser de Karl Philipp Moritz (1785).
Dans le récit autobiographique Cécile, Benjamin Constant évoque sa découverte, à Lausanne, des écrits de madame Guyon : « La lecture de plusieurs ouvrages de madame Guyon produisit en moi une sorte de calme inusité, qui me fit du bien […] Ce fut alors que pour la première fois je respirai sans douleur. Je me sentis comme débarrassé du poids de la vie. »

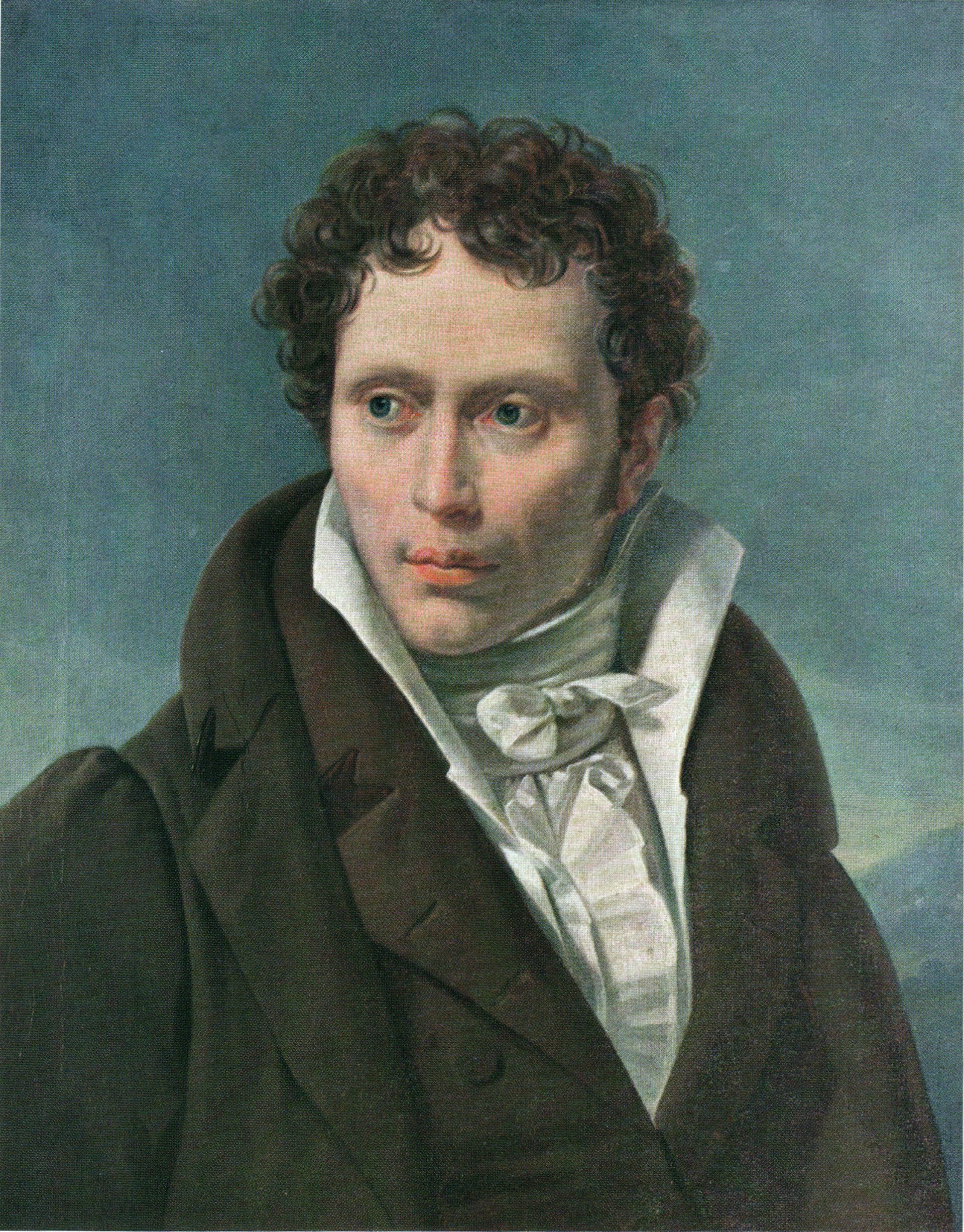
Arthur Schopenhauer en 1815.

Athée, misogyne, Schopenhauer rend cependant hommage à madame Guyon, dans Le Monde comme volonté et comme représentation : « Je recommanderai principalement, comme un exemple spécial et très complet, et en même temps comme une illustration toute pratique des idées que j'ai présentées, l'autobiographie de madame Guyon ; c'est une belle et grande âme, dont la pensée me remplit toujours de respect […] L'homme qui, après maints combats violents contre sa propre nature, est arrivé à une telle victoire, n'est plus que le sujet pur de la connaissance, le miroir calme du monde […] La vie et ses figures flottent autour de lui comme une apparence fugitive […] Tout cela nous fera comprendre dans quel sens madame Guyon répète si souvent à la fin de son autobiographie : « Tout m'est indifférent ; je ne puis plus rien vouloir ; il m'est impossible de savoir si j'existe, ni si je n'existe pas. ». »

## Œuvres
Madame Guyon laisse une quarantaine de livres, « d'une prose rocailleuse, heurtée, charriant les déchets et les diamants, avec des passages inattendus de fluidité, d'enthousiasme et presque de volupté spirituelle ». Considérant que l'âme doit se libérer de tout élan individuel pour n'être soumise qu'à la grâce divine, madame Guyon fait peu de cas de la recherche esthétique. Elle écrit dans un état second, dans le seul mouvement de l'inspiration. Se relire ou se corriger serait céder à l'amour-propre. Cependant, dit Mallet-Joris, on pourrait tirer de son œuvre complète « cinq ou six petits ouvrages d'une pureté et d'une intensité frappantes, des pages brûlantes de foi, envoûtantes de sincérité, charmantes aussi par leur fraîcheur naïve ». On trouve une liste de ses œuvres sur le site de la Bibliothèque nationale de France.
- Torrents spirituels :
  - publication partielle dans Les Opuscules spirituels de madame J.-M. B. de La Mothe Guyon, Cologne, Poiret ; [Amsterdam], La Pierre, 1704 ;
  - publication dans Les Opuscules spirituels, Paris, Libraires associés, 1790, 2 vol. Schopenhauer possédait plusieurs ouvrages de ou sur madame Guyon, et notamment cette édition de 1790 ;
  - Les Torrents et Commentaire au Cantique des Cantiques de Salomon, Grenoble, Millon, 1992.
- Douze discours spirituels, coll. « Petite collection d'auteurs mystiques », Paris, Bibliothèque Chacornac, 1903. Lire en ligne sur gallica.bnf.fr.
- Moyen court et très-facile de faire oraison que tous peuvent pratiquer tres-aisement, Lyon, Briasson, 1686. Lire en ligne sur gallica.bnf.fr.
- Le Cantique des Cantiques de Salomon interprété selon le sens mystique et la vraie représentation des états intérieurs, [par madame Guyon, d'après Antoine-Alexandre Barbier], Lyon, Briasson, 1688.
- Discours chrétiens et spirituels sur divers sujets qui regardent la vie intérieure, tirés la plupart de la Sainte Écriture, Paris, Libraires associés, 1790.
- La Vie de madame J.-M. B. de La Mothe Guion, écrite par elle-même :
  - Amsterdam, La Pierre, 1720, 3 vol. ;
  - rééd. à l’identique, Londres, Dutoit, 1790 ;
  - Paris, Libraires associés, 1791. Lire en ligne sur gallica.bnf.fr ;
  - La Vie par elle-même et autres écrits biographiques, éd. critique avec introduction et notes de Dominique Tronc, étude littéraire par Andrée Villard, coll. « Sources classiques », Paris, Champion, 2001. Édition en cinq parties : les parties 1 à 3 correspondent aux trois volumes de La Vie par elle-même (version augmentée des apports d’une première rédaction restée manuscrite) ; la partie 4 correspond au manuscrit des Récits de captivité ; la partie 5 rassemble des témoignages sur la dernière période vécue à Blois.
- Lettres chrétiennes et spirituelles sur divers sujets qui regardent la vie intérieure ou l’esprit du vrai christianisme :
  - Cologne, Poiret ; [Amsterdam], La Pierre, 1717 et 1718 ;
  - nouvelle édition enrichie de la correspondance secrète de M. de Fénelon avec l’auteur, Londres, Dutoit, 1767 et 1768 ;
  - Madame Guyon et Fénelon : la correspondance secrète, avec un choix de poésies spirituelles, présenté par Benjamin Sabler et Étienne Perrot, Paris, Dervy, 1982. Édition partielle non critique ;
  - Correspondance, éd. Dominique Tronc, coll. « Correspondances », Paris, Champion : t. I Directions spirituelles, 2003 ; t. II Combats, 2004 ; t. III Chemins mystiques, 2005. Correspondance active et passive largement augmentée, notamment par l’édition du fonds manuscrit préservé aux archives Saint-Sulpice de Paris.